# Jupiter (Kijima Amusement Park)
Pour les articles homonymes, voir Jupiter.
Jupiter sont des montagnes russes en bois du parc Kijima Amusement Park, situé à Beppu, dans la Préfecture d'Ōita, au Japon. Le nom japonais est ジュピター. Ce sont les premières montagnes russes en bois du Japon.

## Statistiques
- Éléments :